# Olivier Kapo
Narcisse-Olivier Kapo-Obou (27 de setembre de 1980) és un futbolista professional francès, nascut a Abidjan, Costa d'Ivori. Ocupa la posició de migcampista.

## Trajectòria
Comença a destacar a l'AJ Auxerre francès, d'on passa a la Juventus FC a l'estiu del 2004. No té reeixida al club italià i és cedit a l'AS Monaco FC per a la campanya 05/06. L'any següent seria cedit de nou, ara al Llevant UE de la primera divisió espanyola, on és titular i maxim golejador dels valencians.
Al juny del 2007 signa pel Birmingham City FC. A l'any següent recala al Wigan Athletic FC. El gener del 2010 hi retorna al seu país, cedit per sis mesos a l'US Boulogne.
Posteriorment fou jugador del Celtic FC, Al Ahli SC, Auxerre i Levadiakos FC.

## Selecció
Kapo ha estat internacional per França en 9 ocasions, tot marcant tres gols. Hi va participar en la Copa Confederacions 2003.